# Renato Castellani
Renato Castellani (Finale Ligure, 4 september 1913 – Rome, 28 december 1985) was een Italiaans filmregisseur en scenarioschrijver.
Renato Castellani bracht zijn jeugd door in Argentinië. In 1925 keerde hij terug naar zijn geboorteland om in Milaan architectuur te studeren. Vanaf 1936 werkte hij in de Italiaanse filmindustrie. Hij debuteerde als regisseur in 1941 met de film Un colpo di pistola. Zijn eerste films worden gerekend tot het Italiaans neorealisme. Met zijn film Due soldi di speranza (1952) won hij de Grote Prijs op het Filmfestival van Cannes. Zijn latere werk bevatte minder neorealistische kenmerken.

## Filmografie (selectie)
- 1941: Un colpo di pistola
- 1946: Mio figlio professore
- 1947: Sotto il sole di Roma
- 1949: È primavera!
- 1951: Due soldi di speranza
- 1954: Giulietta e Romeo
- 1956: I sogni nel cassetto
- 1958: Nella città l'inferno
- 1961: Il brigante
- 1963: Mare matto
- 1964: Tre notti d'amore (segment)
- 1964: Matrimonio all'italiana (scenario)
- 1967: Questi fantasmi